# Hamlet (Thomas)
Hamlet es una ópera en cinco actos con música del compositor francés Ambroise Thomas, con un libreto de Michel Carré y Jules Barbier basado en una adaptación francesa de Alejandro Dumas (padre) y Paul Meurice de la obra de Shakespeare Hamlet.
La ópera se estrenó en la Ópera de París (Salle Le Peletier) el 9 de marzo de 1868.  Aparte de la convención a la cual todos los compositores que estrenaban en la Ópera debían someterse, cinco actos y un ballet, Thomas se vio obligado a trasladar la partitura para un barítono. El papel de Hamlet había sido escrito en origen para un tenor, pero por la imposibilidad de encontrar ninguno que se adaptase al papel tuvo que recurrir a un barítono, Jean Baptiste Faure, que obtuvo un gran éxito. La primera Ophélie fue la sueca Christine Nilsson, que había debutado cuatro años antes con La traviata y que era la soprano del momento y la gran rival de otra superestrella decimonónica, Adelina Patti. Hamlet fue un éxito y pronto se representó en los teatros más importantes del mundo. Fue al Covent Garden londinense y después a Nueva York, Viena, Berlín y San Petersburgo. Llegó al Teatro Real de Madrid en noviembre de 1881, y en abril del año siguiente en Barcelona, primero en el Teatre Principal y un mes después en el Teatro del Liceo.  Posteriormente, con la excepción de las escenas de la locura, grabada por muchas famosas sopranos, y del brindis de Hamlet del Acto II, la ópera cayó en el olvido. Con la aparición de dos grabaciones integrales en estudio y un DVD, así como representaciones en diferentes teatros, la obra ha experimentado un renacimiento. Recientemente una nueva producción se ha estrenado en el Metropolitan de Nueva York, escenario donde no se representaba desde finales del siglo XIX.

## Personajes

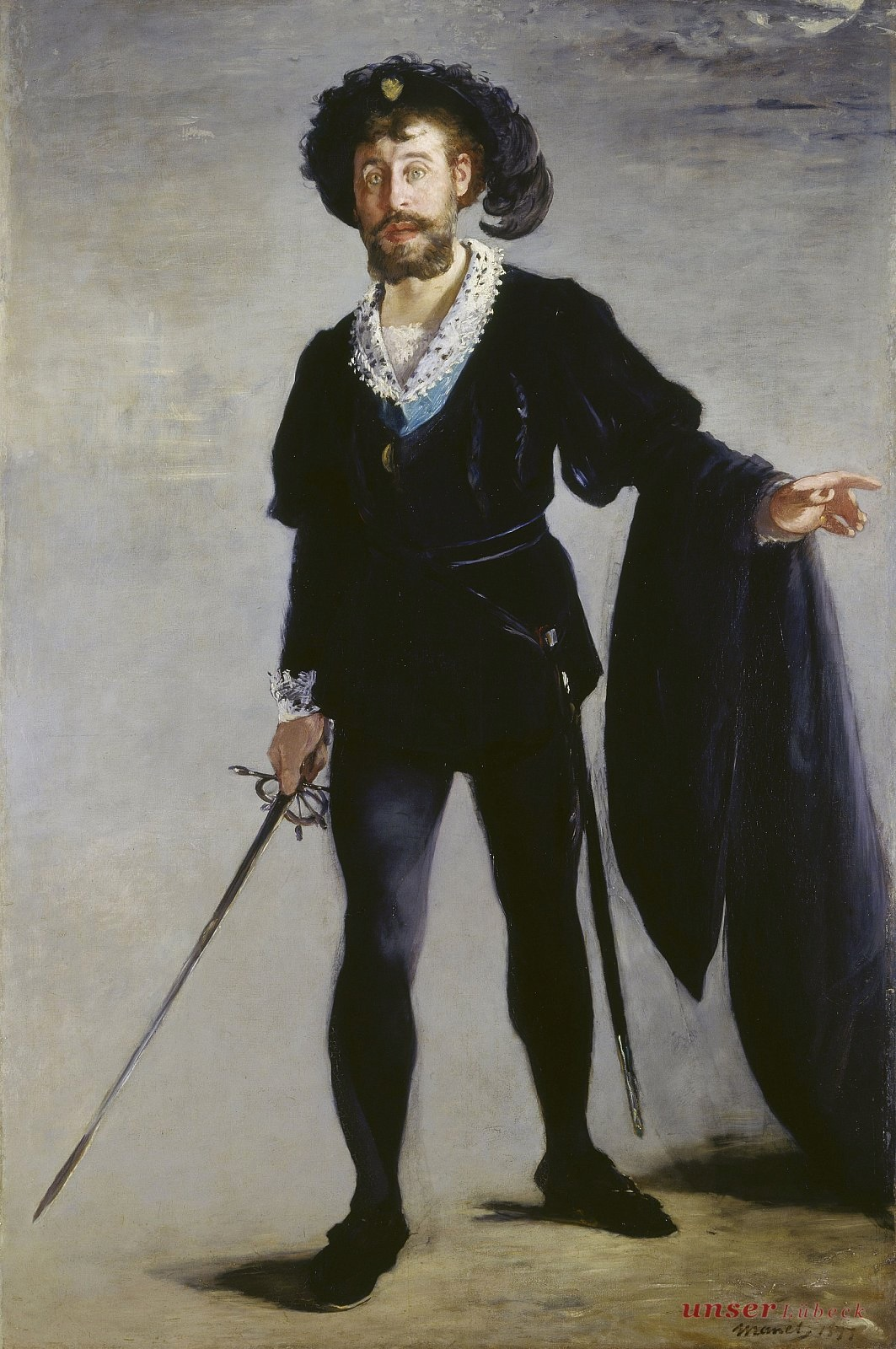
Jean-Baptiste Faure como Hamlet.
Pintado por Édouard Manet en 1877.

| Personaje                                                                              | Tesitura     | Reparto del estreno, 9 de marzo de 1868 (Director: François George-Hainl ) |
| -------------------------------------------------------------------------------------- | ------------ | -------------------------------------------------------------------------- |
| Claudius, rey de Dinamarca, hermano del difunto rey Hamlet                             | bajo         | Jules-Bernard Belval                                                       |
| Gertrude, reina de Dinamarca, viuda del difunto rey Hamlet y madre del príncipe Hamlet | mezzosoprano | Pauline Guéymard-Lauters                                                   |
| Hamlet, príncipe de Dinamarca                                                          | barítono     | Jean-Baptiste Faure                                                        |
| Polonius, canciller de la corte                                                        | bajo         | Ponsard                                                                    |
| Ophélie, hija de Polonio                                                               | soprano      | Christina Nilsson                                                          |
| Laërte, hijo de Polonio                                                                | tenor        | Collin                                                                     |
| Marcellus, amigo de Hamlet                                                             | tenor        | Grisy                                                                      |
| Horatio, amigo de Hamlet                                                               | bajo         | Armand Castelmary                                                          |
| Fantasma del difunto rey Hamlet                                                        | bajo         | David                                                                      |
| Primer sepulturero                                                                     | barítono     | Gaspard                                                                    |
| Segundo sepulturero                                                                    | tenor        | Mermant                                                                    |
| Coro: caballeros, damas, soldados, sirvientes, jugadores, campesinos daneses           |              |                                                                            |

## Argumento
Lugar: Dinamarca en el castillo de Elsinore...

### Acto I
Escena 1: Sala de la coronación
La corte real danesa está celebrando la coronación de la reina Gertrude quien se ha casado con Claudius, hermano del difunto rey Hamlet.  Claudius coloca la corona en la cabeza de Gertrude.  Todos se marchan, y entra el príncipe Hamlet, hijo del difunto rey y de Gertrude. Está disgustado porque su madre se ha vuelto a casar demasiado pronto. Entra Ophélie, y ellos cantan un dúo de amor. Entra Laërte, hermano de Ophélie. Lo envían a Noruega y se está despidiendo. Confía a Ophélie al cuidado de Hamlet. Hamlet rechaza unirse a Laërte y Ophélie cuando ellos se marchan a unirse al banquete, y él se va en otra dirección. Cortesanos y soldados, de camino al banquete, entran en el salón. Horatio y Marcellus dicen a los soldados que han visto al fantasma del padre de Hamlet en las almenas del castillo la noche anterior y se van para contárselo a Hamlet.
Escena 2: Las almenas
Horatio y Marcellus se encuentran con Hamlet en las almenas. Aparece el fantasma, Horatio y Marcellus se marchan, y el Fantasma cuenta a su hijo que Claudius lo ha matado envenenándolo. El Fantasma ordena a Hamlet vengarse de Claudius, pero debe perdonar a Gertrude.  El Fantasma se retira. Hamlet saca su espada y jura vengar a su padre.

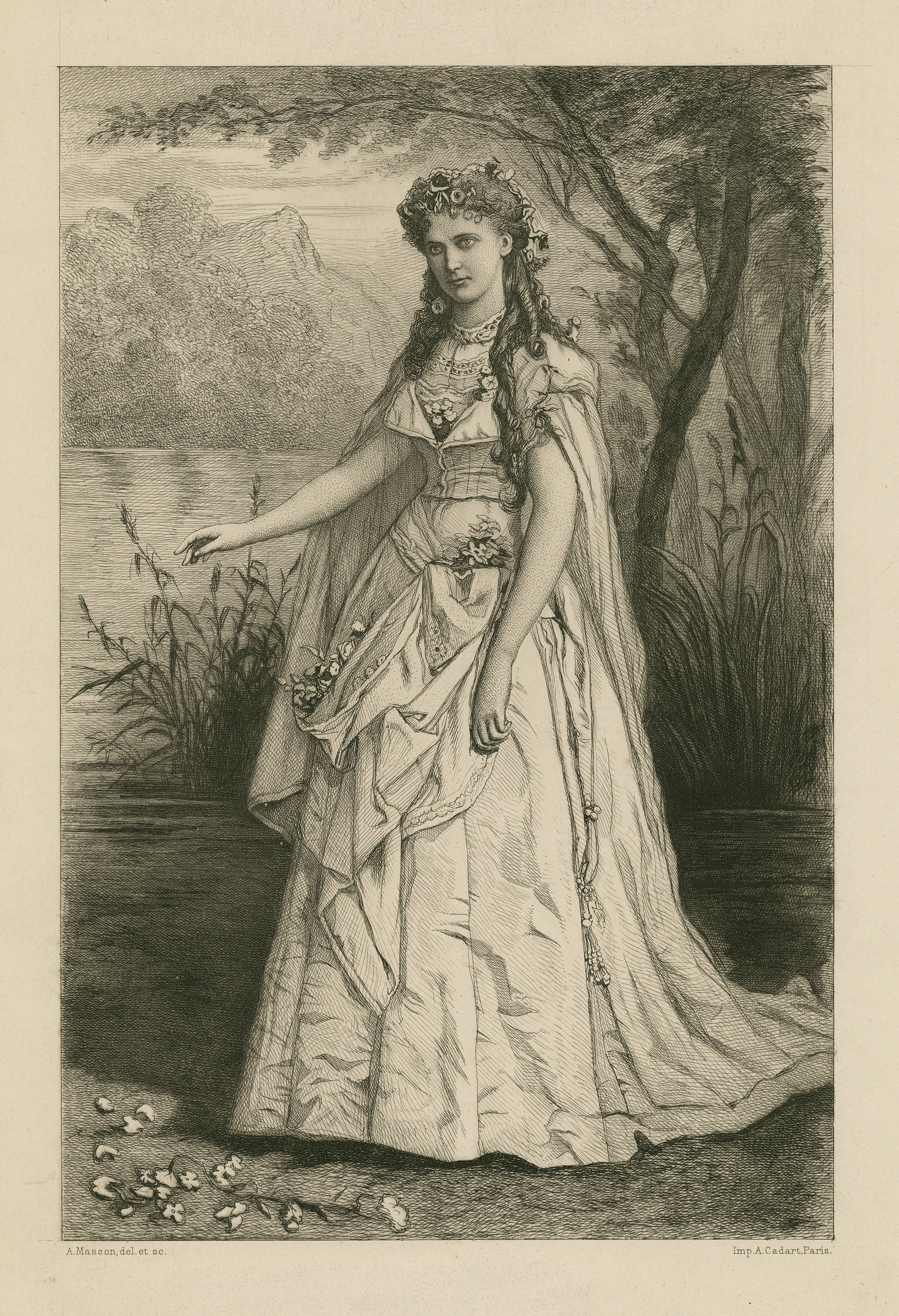
Christine Nilsson como Ophélie

### Acto II
Escena 1: los jardines
Ophélie, leyendo un libro, está preocupada por la novedosa indiferencia de Hamlet. Hamlet aparece a lo lejos, pero se marcha sin hablar. Entra la reina. Ophélie dice que le gustaría marcharse de la corte, pero la reina insiste en que debe quedarse. Ophélie se marcha al jardín y entra el rey Claudius. Gertrude sospecha que Hamlet ahora conoce el asesinato de su padre, pero Claudius dice que no. Entra Hamlet y finge locura. Rechaza todas las muestras de amistad de Claudius, luego anuncia que ha contratado a un grupo de actores para que interpreten una obra esa tarde. Claudius y Gertrude se marchan, y entonces entran los intérpretes. Hamlet les pide que representen la obra El asesinato de Gonzago y luego canta un brindis, haciéndose el loco, de manera que no suscite sospechas.
Escena 2: la obra teatral
El rey y la reina, junto con otros invitados se reúnen en el salón del castillo donde se ha preparado el escenario. Empieza la obra, y Hamlet va narrando. La obra cuenta una historia similar al asesinato del padre de Hamlet. Después de que administre el "veneno", el "asesino" coloca la "corona" sobre su cabeza. Claudius empalidece, se levanta repentinamente, y ordena que se detenga la obra y que se marchen los actores. Hamlet acusa a Claudius del asesinato de su padre y le quita a Claudius la corona de la cabeza. Toda la gente reunida reacciona en un gran septeto con coro.

### Acto III
En la cámara de la reina, Hamlet lanza su monólogo "Ser o no ser", luego se esconde detrás de un tapiz. Claudius entra y habla en alto de su remordimiento. Hamlet, decidiendo que el alma de Claudius podría salvarse si lo mata mientras está rezando, demora la venganza. Entra Polonius y en su conversación con Claudius revela su complicidad. El rey y Polonius se marchan, sale Hamlet de su escondite, y entra Gertrude con Ophélie. La reina intenta cnvencer a Hamlet de que se case con Ophélie, pero Hamlet, dándose cuenta de que ya no puede casarse con la hija del culpable Polonius, la rechaza. Ophélie devuelve su anillo a Hamlet y se marcha. Hamlet intenta forzar a Gertrude para que se enfrente a su culpa, pero ella se resiste. Cuando Hamlet la amenaza, él ve al Fantasma, quien le recuerda que debe salvar a su madre.

### Acto IV
La escena de la locura
Este acto comienza con un breve interludio musical de alrededor de dos minutos, que introduce un suave solo de clarinete. Le sigue un ballet (Celebración de la primavera). Después se produce la escena de Ophélie y Aria. Tras el rechazo de Hamlet, Ophélie ha enloquecido, se presenta ante los campesinos vestida de blanco y con su pelo adornado con flores. Les cuenta a los campesinos que si oyen que Hamlet la ha olvidado, no deben creerlo. Un vals empieza con una breve introducción orquestal. Ophélie ofrece una ramilla de romero silvestre a una joven y vincapervinca a otra. En una lúgubre balada, Ophélie canta sobre el Willis (manantial de agua) que atrae a los amantes a la muerte, arrastrándolos bajo el agua hasta que se ahogan. La balada concluye con un pasaje de coloratura que termina en mi alto (E6) y un trino en la sostenido (A5 sostenido) que lleva a un si alto (B5). Ophélie se inclina sobre el lago y se ahoga.
|  |  |

El éxito inicial de la ópera en la Ópera de París se debió, sin duda alguna a los espectaculares efectos vocales de la "Escena de locura" ejecutada por la Ophélie original, Christine Nilsson.

### Acto V
Escena de los sepultureros
Hamlet llega donde dos sepultureros están excavando una nueva tumba. Pregunta quién ha muerto, pero ellos no lo saben. Canta su remordimiento por lo mal que ha tratado a Ophélie. Laërte, que ha regresado de Noruega y sabe de la muerte de su hermana y el papel que Hamlet ha tenido en ella, entra y desafía a Hamlet a un duelo. Luchan, y Hamlet resulta herido, pero la procesión funeral de Ophélie interrumpe el duelo. Al final, Hamlet se da cuenta de que ella ha muerto. Aparece el Fantasma de nuevo y exhorta a Hamlet a matar a Claudius, lo que hace Hamlet, vengando la muerte de su padre. El Fantasma afirma la culpa de Claudius y la inocencia de Hamlet. Este último, todavía desesperado, es proclamado rey con gritos de "¡Larga vida a Hamlet! ¡Larga vida al Rey!".
[En el final más breve "Covent Garden" el fantasma no aparece, y, después de que Hamlet finalmente ataque y mate a Claudius, abraza el cuerpo de Ophélie y muere. Esta versión, aparentemente, nunca se ha usado hasta hace poco].